# Copelata
Appendicularia là một lớp trong ngành động vật có dây sống. Cũng như tất cả các loài Tunicata khác, lớp Larvacea (Appendicularia) đều là loài ăn lọc.

## Hình ảnh

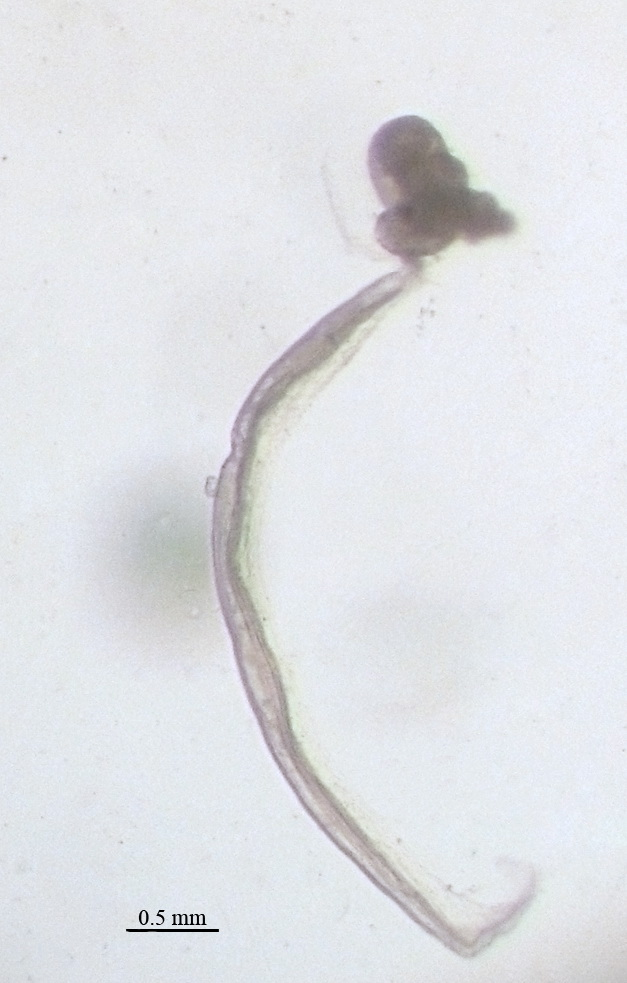

## Phân loại
- Kowalevskiidae Lahille, 1888
  - Kowalevskia Fol, 1872
- Fritillariidae Lohmann, 1915
  - Appendiculariinae Seeliger, 1895
    - Appendicularia Fol, 1874[2]

  - Fritillariinae Seeliger, 1895
    - Tectillaria Lohmann & Buckman, 1926
    - Fritillaria Fol, 1872
- Oikopleuridae Lohmann, 1896
  - Bathochordaeinae Lohmann, 1915
    - Bathochordaeus Chun, 1900
    - Mesochordaeus Fenaux & Youngbluth, 1990

  - Oikopleurinae Lohmann, 1896
    - Alabiata Fenaux, 1993[3]
      - Althoffia Lohmann, 1892
      - Mesoikopleura Fenaux, 1993
      - Pelagopleura Lohmann, 1926
      - Sinisteroffia Tokioka, 1957

    - Labiata Fenaux, 1993
      - Chunopleura Lohmann, 1914
      - Folia Lohmann, 1892
      - Megalocercus Chun, 1887
      - Oikopleura Mertens, 1830
      - Stegosoma Chun, 1887